# William Gervasius Rasmussen
 Der er for få eller ingen kildehenvisninger i denne artikel, hvilket er et problem. Du kan hjælpe ved at angive troværdige kilder til de påstande, som fremføres i artiklen.

William Gervasius Rasmussen f. Villiam Elvius Rasmussen (født 23. november 1869) var en dansk maler og og nok mest kendt for at have været Pjerrot på Dyrehavsbakken frem til 1960.